# 前川燿男
前川 燿男（まえかわ あきお、1945年（昭和20年）11月12日 - ）は、日本の政治家。東京都練馬区長（3期）。元東京都職員。

## 概要
鹿児島県鹿児島市出身。
1964年、鹿児島県立甲南高等学校卒業。1970年、東京大学法学部卒業。
1971年、東京都庁入庁。民生局配属。東京都総合計画総括課長、臨海副都心開発部長を経て、2000年に石原慎太郎知事の下で東京都福祉局長に就任。2002年より知事本局長を務め、2005年に退職。同年より東京ガス執行役員・エネルギーソリューション本部コーディネーター。2009年より政策研究大学院大学客員教授。
2014年、志村豊志郎の死去に伴う練馬区長選挙に自由民主党、公明党推薦で出馬し、元区議ら3人の対立候補を破り初当選した。同年4月22日、練馬区役所に初登庁した。2018年4月15日、2期目の練馬区長に当選。
2022年4月17日投開票の区長選挙では学校法人理事長で新人の吉田健一に2,133票差まで追い詰められるも辛うじて3選を果たした（前川:95,540票、吉田:93,397票）。